# Tofsuggla
Tofsuggla (Lophostrix cristata) är en fågel i familjen ugglor inom ordningen ugglefåglar.

## Utbredning och systematik
Tofsuggla placeras som enda art i släktet Lophostrix. Den delas in i tre underarter:
- L. c. stricklandi – Veracruz i södra Mexiko till västra Panama och västra Colombia
- L. c. wedeli – östra Panama till nordöstra Colombia och nordvästra Venezuela
- L. c. cristata – från södra Colombia till norra Bolivia, södra Venezuela, Guyanaregionen och västra Amazonområdet i Brasilien

## Status och hot
Arten har ett stort utbredningsområde, men tros minska i antal, dock inte tillräckligt kraftigt för att den ska betraktas som hotad. Internationella naturvårdsunionen IUCN listar arten som livskraftig (LC).